# مورا (كانتون)

كانتون مورا في محافظة سان خوسيه

مورا (بالإسبانية: Mora)‏ و هو اسم الكانتون السابع في محافظة سان خوسيه بكوستاريكا، و يغطي الكانتون مساحة 162.04 كم²،
و يقدر عدد سكانه بـ 23,004 نسمة.
المدينة الرئيسة للكانتون تدعى مدينة كولون.
و يشكل نهر فيريجا الحدود الشمالية للكانتون، بينما يشكل نهر تاركوليس الكبير الحدود الغربية القصوى، ونهر كيبراذا الكبير ونهر فيخو ونهر تافاريسيا الحدود الغربية، أما نهر خوركو وتافاريسيا و نيغرو فتشكل تلك الأنهار الحدود الجنوبية والعديد من السفوح إلى يسرّوس دي إسكاثو الذي يشكل الحدود الشرقية.
تم تأسيس هذا الكانتون أول مرة باسم باكاكا بقانون تشريعي في 25 أيار 1883، وبعد ثلاثة سنوات تم تعديل اسمه إلى مورا نسبة إلى خوان رافاييل مورا بورّاس الرئيس الثاني لكوستاريكا

## المقاطعات
يتألف كانتون مورا من خمس مقاطعات وهي :
1. كولون
2. غواجابو
3. تاباريسيا
4. بيدراس نيغراس
5. بيكاغريس